# أليساندرو ساتورو
أليساندرو ساتورو (بالإيطالية: Alessandro Sartori)‏ هو مصمم أزياء تقليدية ومصمم أزياء إيطالي، ولد في 1 سبتمبر 1966 في بييلا في إيطاليا.

## وصلات خارجية
- الموقع الرسمي